# FURPS

FURPS é um acrónimo que representa um modelo para classificação de atributos de qualidade de software (conhecidos como requisitos funcionais e não-funcionais):
- Funcionalidade - Especifica as funcionalidades que não se relacionam com os casos de uso, nomeadamente: auditoria, reporte, interoperabilidade e segurança.
- Usabilidade - Avalia a interface com o utilizador. Possui diversas subcategorias, entre elasː prevenção de erros, estética e design, ajudas, documentação, consistência e padrões.
- Reliabilidade (Confiabilidade) - Refere-se à integridade, conformidade e interoperabilidade do software. Os requisitos a serem considerados são: frequência e gravidade de falhas, possibilidade de recuperação, extensão e duração da falha (valorização/sobrevivência) e previsibilidade (estabilidade).
- Performance (en) (Desempenho) - Avalia os requisitos de desempenho do software, nomeadamenteː tempo de resposta, consumo de recursos (energia, RAM,CPU, cache, etc.), capacidade e escalabilidade.
- Suportabilidade  - Os requisitos de suportibilidade agrupam várias características, tais comoː testabilidade, adaptabilidade, manutenibilidade, compatibilidade, configurabilidade, instalabilidade, escalabilidade entre outros.

O modelo, desenvolvido na Hewlett-Packard, foi pela primeira vez publicamente elaborado por Grady e Caswell. FURPS+ agora é amplamente utilizado na indústria de software. O símbolo "+" foi posteriormente adicionado ao modelo após várias campanhas da HP para estender a sigla, de forma a enfatizar vários atributos.

## FURPS+
O FURPS+ é uma evolução do FURPS. Este contêm mais categorias para classificar os atributos de qualidade de software, sendo estas:
- Restrições de Design - Especifica ou restringe o processo de design do sistema. Exemplos podem incluir:
  - Padrões de Design;
  - Processo de Desenvolvimento de Software;
  - Uso de Ferramentas de Desenvolvimento;
  - Biblioteca de Classes;
  - Etc.
- Requisitos de Implementação - Especifica ou restringe o código ou a construção de um sistema, através de restrições comoː
  - Limites de Recursos;
  - Sistema Operativos;
  - Etc.
- Requisitos de Interface - Especifica ou restringe as funcionalidades inerentes às interfaces de diferentes componentes. A utilização de módulos externos é comum e as restrições a ela associada devem ser contempladas nesta secção.
- Requisitos Físicos - Especifica uma restrição física imposta pelo hardware usado para implantar o sistema.

## Ler mais
- Watson, Mike (2006). Managing Smaller Projects: A Practical Approach. [S.l.]: Multi-Media Publications Inc. pp. 117 ff. ISBN 978-1-895186-85-7
- Kenett, Ron; Baker, Emanuel (1999). Software Process Quality: Management and Control. [S.l.]: CRC Press. pp. 130 ff. ISBN 978-0-8247-1733-9
- Nakajo, Takeshi; Sasabuchi, Katsuhiko; Akiyama, Tadashi (abril de 1989). «A Structured Approach to Software Defect Analysis» (PDF). Palo Alto: Hewlett-Packard Co. Hewlett-Packard Journal. 40 (2): 50–56
- Fischer, William A., Jr.; Jost, James W. (abril de 1989). «Comparing structured and unstructured methodologies in firmware development» (PDF). Palo Alto: Hewlett-Packard Co. Hewlett-Packard Journal. 40 (2): 80–85
- Grady, Robert; Caswell, Deborah (1987). Software Metrics: Establishing a Company-wide Program. [S.l.]: Prentice Hall. 159 páginas. ISBN 0-13-821844-7
- Carter, Donald; Stilwell Baker, Barbara (1992). Concurrent Engineering, The Product Development Environment for the 1990's. [S.l.]: Addision-Wesley. 175 páginas. ISBN 0-201-56349-5